# Kombinat Geologische Forschung und Erkundung

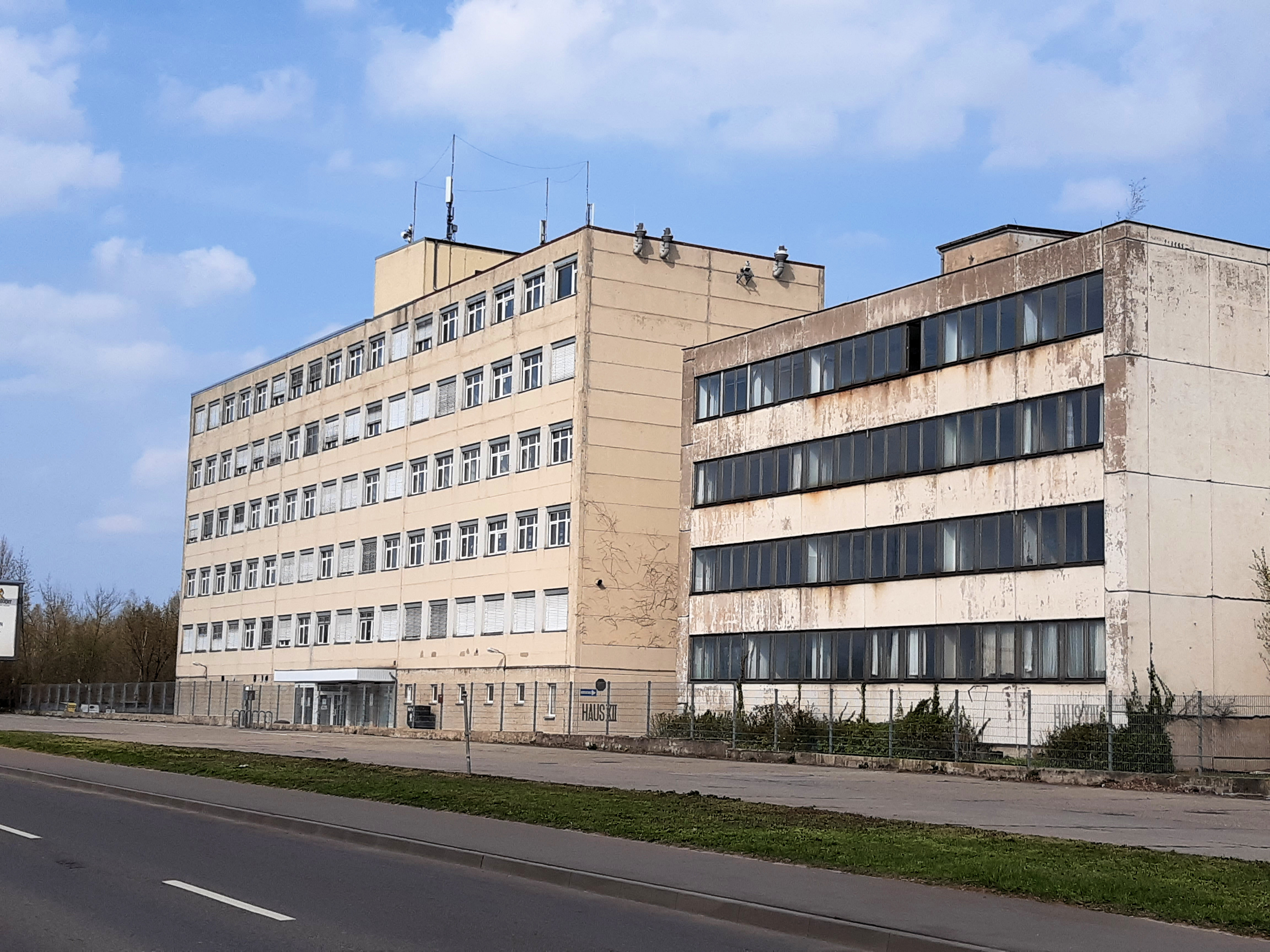
Ehemaliges Hauptgebäude des Stammbetriebs (2020)

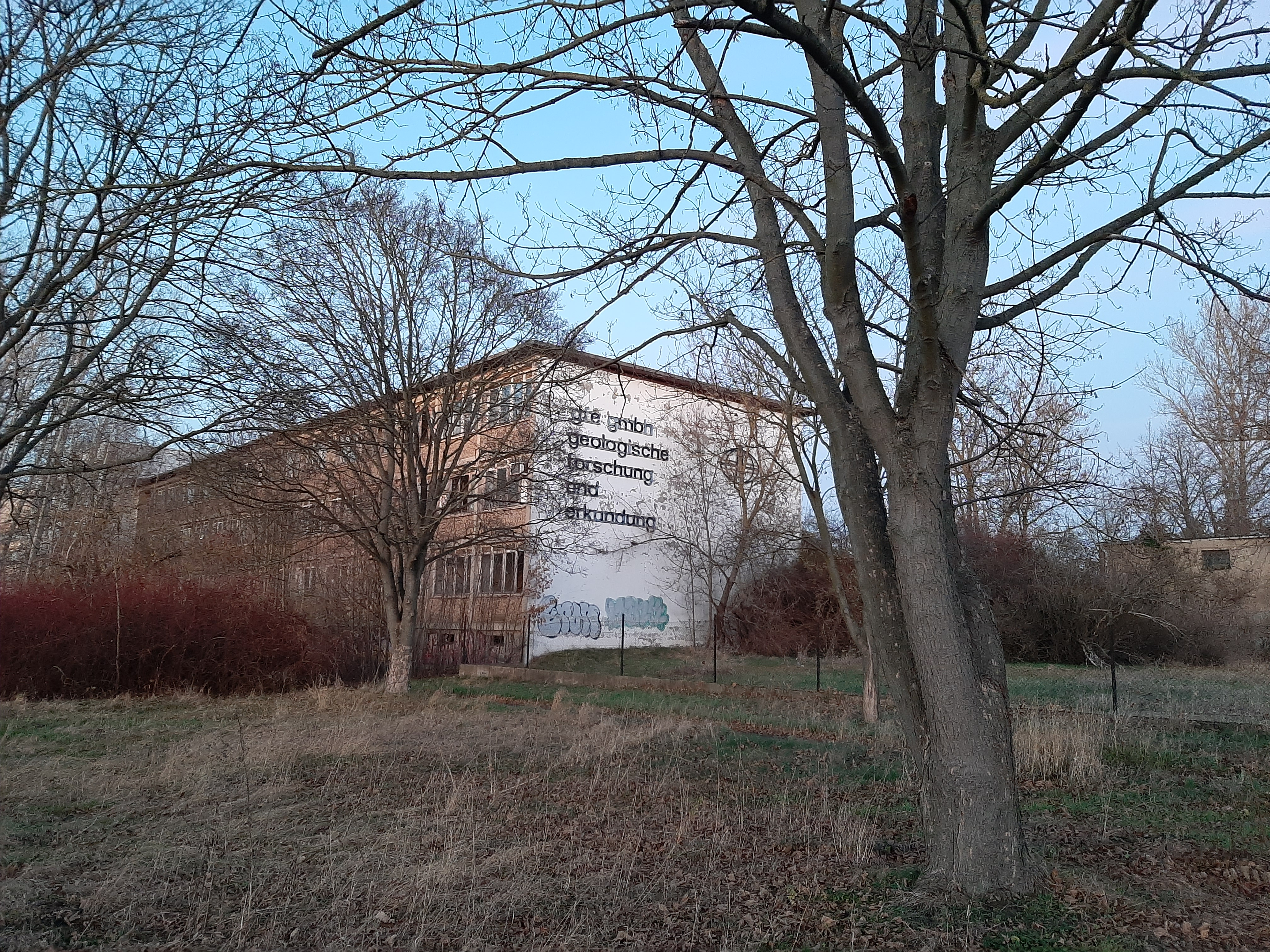
Gebäude des Stammbetriebs mit Schriftzug des privatisierten Nachfolgeunternehmens (2024)

Der VEB Kombinat Geologische Forschung und Erkundung Halle (GFE) wurde 1979 gegründet und war ein Kombinat in der Deutschen Demokratischen Republik.
Das Kombinat unterstand dem Ministerium für Geologie. Weitere zentralgeleitete Kombinate im Zuständigkeitsbereich dieses Ministeriums können in der Liste von Kombinaten der DDR eingesehen werden.
Gemäß Gründungsanweisung des Kombinats lag dessen Aufgabenbereich in der „Erkundung von Lagerstätten fester mineralischer Rohstoffe und Grundwasser, einschließlich der Erforschung von Grundwasser, sowie [in] ingenieurgeologische[n] und regionale[n] bodengeologische[n] Arbeiten“. Von Interesse waren in der Prospektion unter anderem Erze/Spat, Nickel und Kupfer sowie Braunkohle. In diesem Zusammenhang wurden bohrtechnische Leistungen für Forschungs-, Such- und Erkundungsarbeiten durchgeführt und Untersuchungsarbeiten geleistet sowie Arbeiten zur Grundwassererschließung verrichtet.
Im Zuge der Wende und der anschließenden Wiedervereinigung wurde das Kombinat 1990 aufgelöst und seine Betriebe wurden privatisiert. Als Nachfolgeunternehmen des Stammbetriebs in Halle fungierte bis zu seiner Insolvenz im Jahr 2001 die Geologische Forschung und Erkundung GmbH, die den Standort in Halle-Trotha beibehielt. In das Gebäude des Stammbetriebs in der Köthener Straße zog nach 2001 das Landesamt für Geologie und Bergwesen ein, das dort bis in die 2020er Jahre verblieb.

## Zugehörige Betriebe
Zum Kombinat gehörten 1990 die folgenden Betriebe:
- VEB Geologische Forschung und Erkundung Halle; (Stammbetrieb)
- VEB Bergbauerkundungen Oelsnitz
- VEB Geologische Ausrüstungen und Reparaturen Doberlug-Kirchhain
- VEB Geologische Erkundung Stendal
- VEB Geologische Forschung und Erkundung Freiberg
- VEB Hydrogeologie Nordhausen
- Institut für angewandte Rohstoff- und Lagerstättenwirtschaft Dresden
- Zentrales Geologisches Institut Berlin